# Ferruccio Benzoni
Ferruccio Benzoni (Cesenatico, 18 febbraio 1949 – Cesena, 16 giugno 1997) è stato un poeta italiano.

## Biografia
Ferruccio Benzoni nasce a Cesenatico il 18 febbraio 1949. Frequenta il liceo classico a Cesena e si dimostra subito un lettore vorace cominciando a scrivere poesie sin da giovanissimo. Ha inizio in questi anni anche il suo impegno politico: si iscrive alla FGCI ma di lì a poco abbandonerà il PCI per militare nella nuova sinistra, vicino a posizioni più radicali.
Insieme agli amici Stefano Simoncelli e Walter Valeri fonda il gruppo “La comune” con il quale oltre a letture di poesia, si dedica all’organizzazione del “Circuito teatrale alternativo” di Dario Fo e Franca Rame.
Nel 1968 vince il premio letterario “Settimana cesenate” con una poesia dal titolo In forma di diario. Un anno prima, il 25 luglio del 1967 muore la madre: questa data ritornerà ossessiva nella sua poesia a testimonianza di un dolore e di una ferita mai sanati.
Tre anni dopo, in seguito alla morte del padre si trasferisce dalla zia a cui dedicherà versi pieni di tenerezza. Si iscrive all’Università di Bologna, alla Facoltà di Lettere e Filosofia, senza mai laurearsi. Nel 1973 esce il primo numero della rivista Sul porto, di cui è il fondatore insieme ad alcuni amici e poeti di Cesenatico; il sottotitolo “del fare cultura in provincia”, volutamente provocatorio, sottolinea l’orgogliosa condizione di alterità rispetto ai centri del potere culturale nazionale. 
La rivista attira subito l’attenzione di critici e poeti, primo fra tutti Franco Fortini, a cui si lega a profonda amicizia e Pier Paolo Pasolini che ne parlerà su Tempo. Ha inizio da questo momento un lungo peregrinare per l’Italia che ha come scopo conoscere e farsi conoscere da coloro che i giovani poeti amano e considerano i loro maestri; dopo Pier Paolo Pasolini sarà la volta di Alfonso Gatto, Attilio Bertolucci, Giovanni Raboni, Antonio Porta, Giovanni Giudici, Giorgio Caproni e Sandro Penna.
Nel 1980 esce nei “Quaderni della Fenice” edito da Guanda La casa sul porto che vincerà il Premio Mondello opera prima. Al Premio Gatti di Bologna conosce Vittorio Sereni di cui diventerà amico fraterno. Il loro rapporto sarà fondamentale per l’evoluzione stilistica della sua poesia. Indimenticabili saranno i viaggi intrapresi insieme a Luino, a Bocca di Magra e nel Vaucluse dove conoscerà René Char.
Nel 1983 muore Vittorio Sereni. La solitudine in cui Ferruccio Benzoni si ritrova dopo la morte dell’amico si rifletterà sulla sua poesia. Nel 1986 esce per San Marco dei Giustiniani un libriccino dal titolo emblematico Notizie dalla solitudine. Nel 1991 pubblica presso l’editore Scheiwiller Fedi nuziali. Il critico Pier Vincenzo Mengaldo parlerà di un libro di un "serenismo impressionante, un serenismo non solo formale ma anche psicologico, come chi ha una specie di transfert" .
In questo periodo si ammala gravemente. Dopo una convalescenza di quasi un anno, inframezzata da frequenti ricoveri in ospedale, riprende a scrivere.
Nel 1995 esce presso l’editore Marsilio Numi di un lessico figliale. In quest’opera oltre ai temi cari al poeta (la madre Giovanna, l’amore per la moglie Ilse, la solitudine) è rievocata con accenti aspri e dolorosi l’esperienza dell’ospedale.
Nell’inverno tra il 1995 e il 1996 scrive Sguardo dalla finestra d’inverno, il libro che uscirà postumo, denso di presagi e attraversato dal senso imminente della fine che segna il vertice della sua poesia. Le sue condizioni di salute si aggravano, Ferruccio Benzoni muore nella notte fra il 15 e il 16 giugno del 1997, a soli quarantotto anni, in una clinica di Cesena.
Nel 2004 l’Istituto per i beni artistici culturali e naturali della Regione Emilia Romagna gli dedica il volume Postumo a me stesso. Ferruccio Benzoni tra vita e poesia, che raccoglie documenti, testimonianze, bibliografia e saggi critici di Fernando Bandini, Roberto Galaverni, Paolo Maccari, Fulvio Panzeri, Roberto Roversi, Paolo Zublena con introduzione di Giovanni Raboni.

## Opere (parziale)

### Poesia
- La casa sul porto in “Quaderni della Fenice” n. 64, a cura di Giovanni Raboni, Milano, Guanda, 1980.
- Canzoniere infimo in “Almanacco dello Specchio”, a cura di Marco Forti, introduzione di Franco Fortini, n.11, Milano, Mondadori, 1983.
- Notizie dalla solitudine, presentazione di Franco Fortini, Genova, Edizioni San Marco dei Giustiniani, "Quaderni di poesia", 1986.
- Fedi nuziali, Milano, Scheiwiller, 1991. ISBN 88-4441-1598
- Numi di un lessico figliale, Venezia, Marsilio, 1995. ISBN 88-3176-1641
- Sguardo dalla finestra d'inverno, Milano, Scheiwiller, 1998. ISBN 88-4441-4546
- Canzoniere infimo ed altri versi, a cura di Dante Isella, Genova, Edizioni San Marco dei Giustiniani, "Quaderni di poesia", 2004. ISBN 88-7494-1420
- Con la mia sete intatta – Tutte le poesie, a cura di Dario Bertini, Milano, Marcos y Marcos, 2020. ISBN 9788871689326

### Saggi e interviste
- Appunti di poesia, Potere sociale, a. 4, n. 8, aprile 1967, pp. 37-39
- Questione poetica, Potere sociale, a. 4, n. 9, agosto 1967, pp. 56-59
- Note cinematografiche, Potere sociale, a. 5, n. 11, gennaio 1968, pp. 41-42
- Vaucluse e dintorni in Per Vittorio Sereni: Convegno di poeti, Luino 25-26 maggio 1991, a cura di Dante Isella, Milano, Scheiwiller, 1992, pp. 33-39. ISBN 88-444-1205-5
- A casa dei poeti: conversazioni con Ferruccio Benzoni, Piero Bigongiari... et al., a cura di Davide Rondoni, Rimini, Guaraldi/Nuova compagnia editrice, 1992, pp. 11-17.

### Poesie e raccolte tradotte
- Ferruccio Benzoni, translated by Alistair Elliot in Modern Poetry in Translation, N° 15: Contemporary Italian Poets, edited by Luca Guerneri with an introduction by Roberto Galaverni, London, King’s College, 1999, pp. 16-21.
- Ferruccio Benzoni, traduit et presenté par Martin Rueff, in «Po&sie», revue trimestrielle, Paris, Belin/Humensis n. 109, 2004, pp. 315-319.
- The Poetry of Ferruccio Benzoni, translated by Taylor Corse and Enrico Minardi, Palermo, Epos International, 2015.
- Ferruccio Benzoni, übersetzt von Theresia Prammer, in Die Erschliessung des Lichts: italienische Dichtung der Gegenwart, von F. Italiano und M. Krüger, Berlin, Hanser, 2013, pp. 190-193.

### Carteggi
- [Lettera di Ferruccio Benzoni a Giorgio Devoto], Cesenatico 29 marzo 1982 in Lettere a un editore di provincia: (1976-1996), a cura di Stefano Verdino, Genova, San Marco dei Giustiniani, 1996, pp. 23-24.
- Miei cari tutti quanti... Carteggio di Vittorio Sereni con Ferruccio Benzoni e gli amici di Cesenatico, a cura di Dante Isella, Genova, San Marco dei Giustiniani, 2004. ISBN 88-7494-1439.

## Premi
- Premio Mondello per l'opera prima di poesia[3]